# Британско-киргизские отношения
Киргизско-британские отношения — двусторонние между Кыргызской Республикой и Соединённым Королевством Великобритании и Северной Ирландии.
Великобритания признала независимость Кыргызстана 20 января 1992 года, дипломатические отношения установлены 12 июня того же года. Первый посол Кыргызстана в Великобритании прибыл в сентябре 1997 года. Посольство Кыргызстана находится в здании Ascot House в лондонском районе Марилебон.
С 1992 по 2012 год британский посол в Казахстане также был аккредитован в Кыргызстане. Посольство Великобритании в Бишкеке начало свою работу в декабре 2011 года. Новый посол в Кыргызстане официально занял свой пост в марте 2012 года, когда она вручила копии верительных грамот министру иностранных дел.